# Marcia Frederick
Marcia Frederick (Springfield (Illinois), Estados Unidos, 4 de enero de 1963) es una gimnasta artística estadounidense especialista en la prueba de barras asimétricas con la que consiguió ser campeona mundial en 1978.
Además es famosa, por haber sido la primera mujer estadounidense en ganar una medalla de oro en un Campeonato Mundial de Gimnasia.

## 1978
En el Mundial de Estrasburgo 1978 gana el oro en asimétricas, quedando situada en el podio por delante de la soviética Elena Mukhina (plata) y de la rumana Emilia Eberle (bronce).